# Clément Secchi
Clément Secchi (Aix en Provence, 4 de maio de 2000) é um nadador francês.

## Carreira
Clément Secchi estudou na América. Em 2022 ele se formou na Universidade McGill em Montreal e em 2023 recebeu seu mestrado na Universidade de Missouri. Ele fez parte da equipe de natação das duas universidades; na Universidade McGill foi Atleta do Ano por três anos consecutivos. Em 2024, Secchi nadou pelo CN Marselha.
Em 2022, Secchi conquistou o título dos 100 metros borboleta no Campeonato Francês. No Campeonato Mundial de 2022 em Budapeste, Secchi competiu em um grande campeonato internacional pela primeira vez. Porém, como 23º nas mangas dos 100 metros borboleta, ele foi eliminado da corrida de abertura. Um mês e meio depois, no Campeonato Europeu em Roma, ele ficou em décimo primeiro lugar nas semifinais dos 100 metros borboleta. No final da competição, a equipe masculina de revezamento medley composta por Yohann Ndoye-Brouard, Antoine Viquérat, Clément Secchi e Maxime Grousset alcançou o segundo lugar, atrás dos italianos. Mewen Tomac e Charles Rihoux também receberam prata no revezamento medley por seus esforços preliminares.
Nos Jogos Olímpicos de 2024, em Paris, Secchi foi eliminado nas semifinais na 14ª colocação nos 100 metros borboleta. O revezamento medley com Yohann Ndoye-Brouard, Léon Marchand, Clément Secchi e Rafael Fente-Damers chegou à final com o tempo mais rápido. Na final, Ndoye-Brouard, Marchand, Grousset e Florent Manaudou nadaram três segundos mais rápido que a equipe preliminar de revezamento. Os franceses ficaram em terceiro, atrás dos chineses e dos EUA, que terminaram 0,37 segundos à frente dos franceses.